# Berijew Be-6
Die Berijew Be-6 (russisch Бериев Бе-6, NATO-Codename Type 34 bzw. Madge) war ein sowjetisches, hauptsächlich militärisch verwendetes Mehrzweck-Flugboot des Konstruktionsbüros Berijew. Einsatzgebiete waren die See-Fernaufklärung, U-Boot-Jagd mit Magnetometer-Hecksteiß zur Ortung sowie Seenotrettung und Transport.

## Entwicklung
Die Be-6 wurde aus ihrem Vorgängermodell Berijew LL-143 entwickelt, von der nur ein Prototyp existierte. Wie diese war sie ein Schulterdecker in Ganzmetallbauweise. Das Vorgängerprojekt MDR-10 war bereits im Jahr 1942 entworfen worden. Der Entwurf ähnelte der amerikanischen Martin Mariner. Von 1945 bis 1946 absolvierte das Flugzeug seine Flugerprobung. Als Ergebnis der Tests wurden in die Weiterentwicklung statt der ASch-72-Sternmotoren von Schwezow stärkere ASch-73 eingebaut. Statt der bei der LL-143 verwendeten sechs 12,7-mm-Maschinengewehre vom Typ UBS wurde der Prototyp der Be-6 mit fünf 20-mm-Maschinenkanonen ausgerüstet. Die Funkausrüstung wurde modernisiert, die Aufhängungen für Außenlasten von der Unterseite der Motorgondeln unter den Flügel zwischen Rumpf und Triebwerk verlegt sowie verbesserte, auch in der Nacht einsetzbare Bombenzielgeräte eingebaut. Nachdem die projektierten Motoren ASch-73 endlich verfügbar waren – sie wurden bis dahin ausnahmslos für den schweren Bomber Tu-4 verwendet – begann ab Sommer 1948 die Flugerprobung durch M. Zepelow und I. Suchomlin. Die Tests fanden den ganzen Sommer über dem Asowschen Meer statt, im Winter wurden sie auf den Paliastomi-See nahe Poti verlagert. Im OKB begann zur gleichen Zeit der Bau einer Frachtversion Be-6T. Sie war mit zwei großen Türen auf der rechten Seite versehen und konnte 40 voll ausgerüstete Fallschirmjäger transportieren. Die Bewaffnung bestand aus sieben 20-mm-Kanonen B-20E, außerdem konnten bis zu 4000 kg Bomben vom Typ M-46 mitgeführt werden. Die Be-6T blieb ein Einzelstück und wurde anschließend für die Erprobung der fernbedienbaren 23-mm-Kanone NR-23 verwendet.
Im Juni 1949 erhielt der erste Prototyp die staatliche Zulassung und die Be-6 ging in die Serienfertigung. Bis zum Produktionsende in der ersten Hälfte der fünfziger Jahre erschienen 19 Versionen. Die Be-6 konnte verschiedene Kombinationen von Seeminen, Wasserbomben und Torpedos als Offensivlast mitführen, die unter den beiden Tragflächen befestigt wurden. Typische Waffenkonfigurationen bestanden aus 16 100-kg-Bomben, sieben 500-kg-Bomben, zwei 1100-kg-Torpedos oder acht 500-kg-Minen. Eine Version wurde zur Kommunikation mit U-Booten ausgerüstet.
1955 erhielt die Aeroflot oder Aviaarktika einige entmilitarisierte Flugzeuge und setzte sie für Forschungszwecke in den nördlichen Polarregionen des Landes ein.
Einige Be-6 wurden nach China geliefert. Zumindest eine der Qing-6 genannten Maschinen wurde dort mit Propellerturbinen ausgerüstet. Diese Maschine befindet sich im Chinesischen Luftfahrtmuseum in Datang Shan im Norden Pekings.
Anfang der 1960er Jahre wurde die Be-6 durch aerodynamische Verbesserungen und Einbau von Propellerturbinen zur Be-12 weiterentwickelt.

## Beschreibung
Die Be-6 ist ein Flugboot in Ganzmetall-Schulterdeckerauslegung mit stoffbespannten Rudern. Der zweiholmige Tragflügel mit einem Profil NACA-230 weist einen „Möwenknick“ auf, an dessen höchstem Punkt die Motoren spritzwassergeschützt angebracht sind. Er verfügt über eine Pfeilung von 5°. Der zweistufige Rumpfbootskörper besitzt einen Tiefgang von maximal 1,35 m und eine Wasserverdrängung von 121,4 m³. Er besteht aus mehreren wasserdichten Sektionen. Zur Steuerung auf dem Wasser befindet sich am unteren Heck ein kleines Ruder. Propellerblätter sowie die Cockpitverglasung verfügen über Enteisungsanlagen. Für die Manövrierfähigkeit an Land konnte mittels Schnellverschlüssen ein dreibeiniges Fahrwerk installiert werden. Das Höhenleitwerk ist V-förmig ausgeführt; an ihm befinden sich in zwei Endscheiben die Seitenleitwerke. Zur Stabilisierung auf dem Wasser befindet sich unter jedem Flügel ein nichteinziehbarer Stützschwimmer.

## Nutzer
Sowjetunion
 Volksrepublik China

## Technische Daten

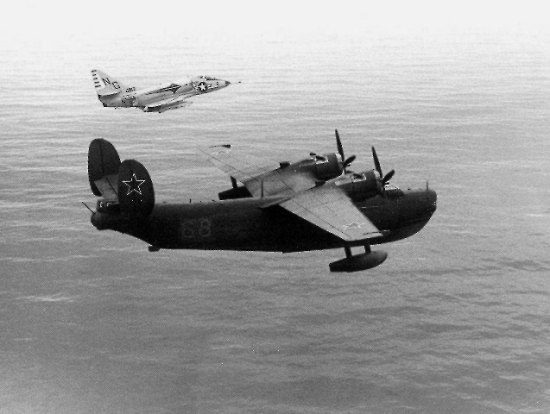
Eine Be-6 wird nördlich von Japan von einer A-4 begleitet (1964)

Dreiseitenriss

| Kenngröße             | Daten                                                                                    |
| --------------------- | ---------------------------------------------------------------------------------------- |
| Typ                   | Seeaufklärungs- und Bomberflugzeug                                                       |
| Besatzung             | 7–8                                                                                      |
| Spannweite            | 33,00 m                                                                                  |
| Länge                 | 23,25 m 26,50 mit MAD-Stachel                                                            |
| Höhe                  | 7,45 m                                                                                   |
| Flügelfläche          | 120 m²                                                                                   |
| Flügelstreckung       | 9,1                                                                                      |
| Rüstmasse             | 18.627 kg                                                                                |
| Startmasse            | normal 23.456 kg maximal 28.633 kg                                                       |
| Triebwerk             | zwei Sternmotoren Schwezow ASch-73TK                                                     |
| Leistung              | je 1.693 kW (ca. 2.300 PS)                                                               |
| Höchstgeschwindigkeit | 377 km/h in Seehöhe 415 km/h in 2400 m Höhe                                              |
| Dienstgipfelhöhe      | 6.500 m                                                                                  |
| Reichweite            | 4.840 km                                                                                 |
| Bewaffnung            | fünf (später vier) 23-mm-Kanonen NS-23                                                   |
| Abwurfmunition        | bis zu 4.000 kg, bestehend aus Bomben, Torpedos, Minen und Raketen an Flügelaufhängungen |